# Мечеть Гурбангули-хаджі
Мечеть Гурбангули-хаджі (туркм. Gurbanhuly-hajy metjidi) — одна з мечетей Мари. Головна соборна мечеть Марійського велаята, налічує чотири мінарети.

## Історія
Проект у 2001 розробили ашхабадські архітектори Какаджан та Дурлі Дурдієві. Була довгобудом через брак коштів.
У 2007  на засіданні в Мари Халк Маслахати до глави Туркменістану надійшло прохання жителів Марійського велаята про сприяння у будівництві храму. Гурбангули Бердимухамедов повідомив про рішення виділити для цього один мільйон доларів США з благодійного фонду президента Туркменістану. Мечеть добудувала турецька фірма «Килич Іншаат». Відкрита навесні 2009 і названа за побажанням віруючих на честь Президента Туркменістану Гурбангули Бердимухамедова. На відкритті він був присутній особисто, на честь відкриття мечеті дано ритуальний обід — садака.

## Архітектура
Будівля складається з купольного залу та чотирьох мінаретів по кутках. Висота кожного мінарету – 63 метри. Діаметр кола, проведеного по зовнішній частині будівлі, теж 63 метри. Молельна зала розрахована на одночасну участь у молебні двох з половиною тисяч осіб. Верхній ярус призначений для жінок. Вісім колон тримають купол прольотом 24 метри.
У внутрішній обробці використаний мармур, кольорова фаянсова плитка, ліпний гіпс, декоративна мозаїка та висікання по каменю. Рельєфна епіграфіка, що містить сури Корану та традиційні арабські каліграми з ім'ям Аллаха займають особливе місце у декорі мечеті. Вони так само прикрашають біломармурові фасади мечеті. Бірюзові бані облицьовані майолікою і увінчані позолоченими півмісяцями.